# Фуори

В еволюції зір, зоря типу FU Оріона (також об'єкт FU Оріона або Фуор) — це зоря до головної послідовності, з якою відбулася різка зміна зоряної величини та спектрального класу. Це рідкісний тип молодих, як правило змінних зірок, які оточені значною кількістю міжзоряного пилу та газу.
Прикладом такої зміни є зоря V1057 Лебедя, яка стала на 6 зоряних величин яскравішою та з зорі спектрального класу dKe (помаранчевий карлик) стала надгігантом спектрального класу F. Ці зорі називаються по імені першої класифікованої такого типу — FU Оріона.
Фізичні причини такого зростання світності та зміни спектрального класу остаточно не визначені. Поточна модель, розроблена в основному Лі Гартманом та Скоттом Дж. Кеньйоном, пов'язує такий сплеск типу FU Оріона з різкою передачею маси від акреційного диску до молодої та з низькою масою зірки типу T Тельця. В цей час швидкість акреції маси у таких об'єктів оцінюється у бл. 10−4 сонячних мас на рік. Час зростання таких спалахів як правило близько одного земного року, але може бути і значно довше. Фаза такої підвищеної акреції та яскравості може тривати декілька декад, протягом якого відбувається повільне згасання. Однак, навіть з такою короткою прогнозованою тривалістю, з огляду на короткий період спостережень, суттєве згасання фуора ще не спостережено.
Також достеменно не встановлено, скільки разів під час розвитку протозірки відбуваються спалахи фуора — один раз чи декілька. При порівнянні кількості спалахів фуора з кількістю формування зірок «по сусідству» з Сонцем, було висунуто припущення, що молода зірка проходить в середньому 10-20 спалахів фуора протягом свого формування.
Прототипами цього типу зірє FU Оріона, V1057 Лебедя, V1515 Лебедя, та нещодавно додана прихована протозоря V1647 Оріона,, які спалахнула в січні 2004.